# Institutum neronianum

L'Institutum neronianum (« Institution de Néron ») est une loi contre les chrétiens émanant de l'empereur romain Néron. Son existence est mise en doute.

## Histoire
L'apologiste chrétien Tertullien, à la fin du IIe siècle ou au début du IIIe siècle,  dans l'Ad nationes
parle d'un Institutum Neronianum, et, dans l'Apologétique (IV, 4), d'une formule appliquée aux chrétiens et qui paraît être celle de cet Institutum (cf. V, 3): « Non licet esse vos » Dès l'antiquité tardive on a tiré une formule qui aurait été celle de la "loi", cf. Sulpice-Sévère (Chron. II, 29) : «Non licet esse christianum.». 

Un échange de Lettres entre Pline le Jeune, alors gouverneur de Bithynie, et l'empereur Trajan, montre que dès 112 il existe une interdiction légale d'être chrétien.  On ne trouve cependant pas trace de cette interdiction et les magistrats romains ne semblent pas la connaître ; par ailleurs, l'interdiction des associations relevaient à l'époque des prérogatives du Sénat et non de l'empereur, qui avait par contre la charge de la lutte contre les incendiaires. D'après une hypothèse récente, cet édit d'interdiction aurait été émis par le Sénat, et serait passé progressivement dans les provinces sénatoriales puis impériales, sans que les attendus en aient été précisés, ce qui expliquerait la perplexité des juges.

### Ouvrages
- André Schneider, Le premier livre Ad nationes de Tertullien (introduction, traduction et commentaire), Bibl. Helevetica Rom. IX, Rome, Inst. Suisse, (1968), 334p, 2 indices (donne les principaux articles sur le sujet à l'époque pp. 171-173)

### Articles
- Abel Bourgery «  Le problème de l'Institutum Neronianum »  , Latomus, 2 (1938) pp. 106-111
- J. W. Ph. Borleffs, « Institutum neronianum » JSTROR Vigiliae Christianae, vol. 6, n° 3 (juillet 1952), pp. 129-145
- Jacques Zeiller,  « Observations sur l'origine juridique des persécutions contre les chrétiens », Comptes-rendus des séances del'Académie des inscriptions et belles-lettres, 95e année, n. 2, 1951, pp. 203-204.
- Jacques Zeiller, « Institutum Neronianum. Loi fantôme ou réalité ? », Revue d'histoire ecclésiastique, 50, 1955, p. 393-399 sur persée
- C. Saumagne, “Tertullien et l’Institutum Neronianum”, Theologische Zeitschrift, n° 17, Bâle 1961, pp. 334-336.
- T. D. Barnes « Legislation against the Christians », The Journal of Roman Studies, Vol. 58, Parts 1 and 2 (1968), pp. 32-50
- Carlo Tibiletti,«  Nota su "Institutum Neronianum" », Sodalitas : scritti in onore di Antonio Guarino, Jovene, 1984, pp. 287-294
- Émilienne Demougeot, « À propos de la persécution de 64 contre les chrétiens et de l’Institutum Neronianum », Mélanges Pierre Tisset. Recueil de mémoires et travaux de la Société du Droit écrit, VII, Montpellier, 1970, pp. 144-155
- Adalberto Giovannini, Tacite, l'"Incendium Neronis" et les chrétiens, Revue des études augustiniennes 30, 1984, pp 18-22
- Adalberto Giovannini, L'interdit contre les chrétiens : raison d'État ou mesure de police ? , Cahiers du Centre G. Glotz, VII, 1996, pp 112-128en ligne sur Persée.